# Halliwell Hobbes
Herbert Halliwell Hobbes (Stratford-upon-Avon, 16 de noviembre de 1877–Santa Mónica (California), 20 de febrero de 1962) fue un actor británico de cine y teatro.

## Biografía
Hobbes cursó sus estudios en Trinity College en Straford-upon-Avon, su ciudad natal.

## Carrera profesional
El debut de Hobbes fue como miembro de la compañía teatral de Frank Benson, en el papel de Teobaldo en Romeo y Julieta en 1898. En 1908 y 1910 interpretó al Príncipe Michael en The Prince and the Beggar Maid en el Lyceum Theatre de Londres.
Sobre su actuación en una producción de 1924 de El cisne de Ferenc Molnár, Benjamin De Casseres escribió sobre él:
"I would like to enlarge, if space permitted, on that delicious and wonderful Father Hyacinth (Halliwell Hobbes) in "The Swan." Here is a man of the cloth, sane, human, a portrait that is hard to forget. No neurosis there! No agenbite of inwit there! Because Father Hyacinth has the thing that saves—humor. He is tolerant of all things except sham, and is not even intolerant of that. In the drama, as in life, it is the smile that sets us free."
(traducción):
"Me gustaría ampliar, si el espacio lo permite, ese delicioso y maravilloso Padre Hyacinth (Halliwell Hobbes) en "El Cisne". He aquí un hombre clérigo, cuerdo, humano, un retrato difícil de olvidar. ¡No hay neurosis ahí! ¡No hay mordedura de ingenio ahí! Porque el padre Hyacinth tiene lo que salva: el humor. Es tolerante con todo excepto con la farsa, y ni siquiera es intolerante con eso. En el drama, como en la vida, es la sonrisa la que nos hace libres".
En 1929 se inició su carrera cinematográfica que se extendió hasta mediados de la década de 1950. Entre los papeles más destacados cabe citar el del general Armstrong en To Be or Not to Be y el de Mr. Mufflin en Gaslight. También se le recuerda como el general Carew en Dr. Jekyll and Mr. Hyde, adaptación cinematográfica del clásico de Robert Louis Stevenson y como DePinna en la oscarizada You Can't Take It With You.
Una enfermedad cardíaca hizo que Hobbes tuviera que retirarse de su actividad en 1956.

## Vida personal
En 1915, Hobbes se casó con la también actriz Nancie Brenda Marsland. Tuvieron un hijo, el actor Peter Hobbes.

## Fallecimiento
Tras su muerte debido a un ataque cardíaco el 20 de febrero de 1962, fue enterrado en el Crematorio Chapel of the Pines en Los Ángeles.

## Filmografía completa
- Lucky in Love (1929)
- Jealousy (1929)
- Grumpy (1930)
- Charley's Aunt (1930)
- The Bachelor Father (1931)
- The Right of Way (1931)
- The Lady Refuses (1931)
- Five and Ten (1931)
- The Woman Between (1931)
- The Sin of Madelon Claudet (1931)
- Platinum Blonde (1931)
- Dr. Jekyll and Mr. Hyde (1931)
- Forbidden (1932)
- Lovers Courageous (1932)
- The Menace (1932)
- Love Affair (1932)
- Devil's Lottery (1932)
- Man About Town (1932)
- Week Ends Only (1932)
- Six Hours to Live (1932)
- Payment Deferred (1932)
- Cynara (1932)
- Looking Forward (1933)
- A Study in Scarlet (1933)
- Midnight Mary (1933)
- Captured! (1933)
- The Masquerader (1933)
- Lady for a Day (1933)
- If I Were Free (1933)
- Should Ladies Behave (1933)
- I Am Suzanne (1933)
- Mandalay (1934)
- Riptide (1934)
- All Men Are Enemies (1934)
- Double Door (1934)
- The Key (1934)
- Madame Du Barry (1934)
- Bulldog Drummond Strikes Back (1934)
- She Was a Lady (1934)
- British Agent (1934)
- We Live Again (1934)
- Menace (1934)
- Father Brown, Detective (1934)
- The Right to Live (1935)
- Folies Bergère de Paris (1935)
- Vanessa: Her Love Story (1935)
- Cardinal Richelieu (1935)
- Jalna (1935)
- Charlie Chan in Shanghai (1935)
- Millions in the Air (1935)
- Captain Blood (1935)
- Rose Marie (1936)
- Here Comes Trouble (1936)
- The Story of Louis Pasteur (1936)
- Dracula's Daughter (1936)
- Changing of the Guard (1936)
- Hearts Divided (1936)
- The White Angel (1936)
- Spendthrift (1936)
- Mary of Scotland (1936)
- Give Me Your Heart (1936)
- Love Letters of a Star (1936)
- Maid of Salem (1937)
- The Prince and the Pauper (1937)
- Parnell (1937)
- Fit for a King (1937)
- Varsity Show (1937)
- The Jury's Secret (1938)
- Bulldog Drummond's Peril (1938)
- Kidnapped (1938)
- You Can't Take It With You (1938)
- Service de Luxe (1938)
- Storm Over Bengal (1938)
- A Christmas Carol (1938)
- Pacific Liner (1939)
- The Hardys Ride High (1939)
- Tell No Tales (1939)
- Naughty but Nice (1939)
- Nurse Edith Cavell (1939)
- Remember? (1939)
- The Light That Failed (1939)
- The Earl of Chicago (1940)
- Waterloo Bridge (1940)
- The Sea Hawk (1940)
- Third Finger, Left Hand (1940)
- Lady with Red Hair (1940)
- That Hamilton Woman (1941)
- Sunny (1941)
- Here Comes Mr. Jordan (1941)
- Dr. Kildare's Wedding Day (1941)
- Son of Fury: The Story of Benjamin Blake (1942)
- To Be or Not to Be (1942)
- The War Against Mrs. Hadley (1942)
- The Undying Monster (1942)
- Journey for Margaret (1942)
- Forever and a Day (1943)
- Sherlock Holmes Faces Death (1943)
- Mr. Muggs Steps Out (1943)
- His Butler's Sister (1943)
- Gaslight (1944)
- Mr. Skeffington (1944)
- The Invisible Man's Revenge (1944)
- Casanova Brown (1944)
- Information Please (1944)
- Canyon Passage (1946)
- If Winter Comes (1947)
- The Black Arrow (1948)
- You Gotta Stay Happy (1948)
- That Forsyte Woman (1949)
- Miracle in the Rain (1956)